# Streichgarn

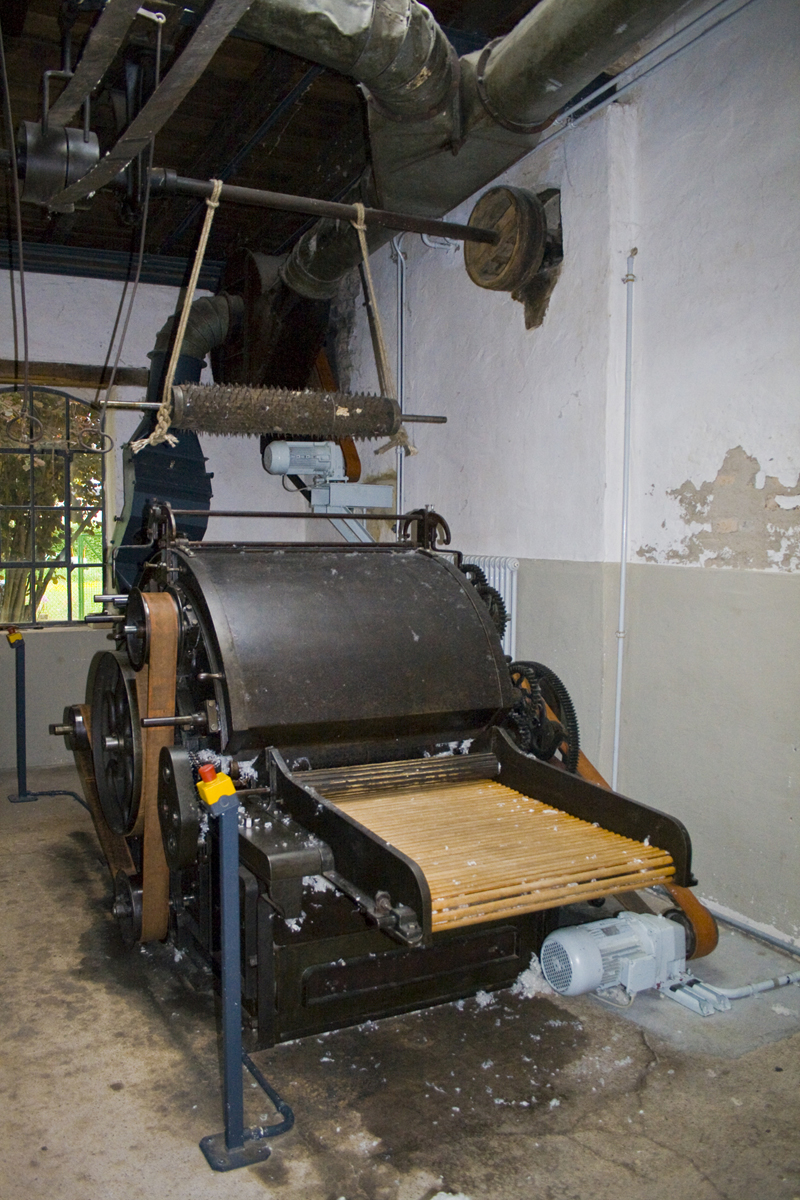
Krempelwolf in der Streichgarnspinnerei

Streichgarn ist ein Produkt aus ungekämmter Wolle und Wollmischungen. Die Bezeichnung Streichgarn kommt vom Kratzen (= Streichen), mit dem die Fasern zum Spinnen vorbereitet werden.

## Streichgarnherstellung
Gewaschene Wollfasern werden gemischt, geschmälzt und am Krempelwolf voraufgelöst. Die Auflösung bis auf Einzelfasern erfolgt am zwei- oder dreiteiligen Krempelsatz („Kratzen“). Die vorgelegte Faserschicht wird hier ca. hundertfach verfeinert, einzelne Fasern teilweise parallel gelegt und das ausgehende Vlies am angeschlossenen Florteiler in schmale Bändchen (Vorgarne) zerlegt. Aus dem Vorgarn wird an der Ringspinnmaschine oder (bis etwa Ende des 20. Jahrhunderts) am Selfaktor Garn hergestellt. Das Faserbändchen wird dabei im Streckwerk etwa 1,5-fach, das heißt minimal verzogen.

### Besondere Merkmale
Fasern unterschiedlicher Herkunft und Beschaffenheit (Länge 10–80 mm, Feinheit 1,5–3,5 dtex) können verarbeitet werden, ein Auskämmen von kurzen Fasern ist nicht möglich.
Das Streichgarn-Spinnverfahren ist das kürzeste Spinnverfahren, was die Anzahl der Maschinendurchläufe betrifft; vor allem fehlen die zahlreichen Streckpassagen mit Dublierungsmöglichkeiten. Ein Parallelisieren der Faser ist bei dieser Spinntechnik unzureichend. Das gesponnene Garn ist besonders durch seine Wirrfaserlage charakterisiert.

## Zweizylinderspinnerei
Von der ursprünglich für Wolle entwickelten Technologie wurden Verfahren zur Garnherstellung aus anderen Faserarten (Baumwolle, Reißwolle, Chemiefasern, Baumwoll- und Seidenabfälle usw.) abgewandelt. Grobgarn- oder Vigognespinnen u. ä. werden ebenso wie das Streichgarnspinnen der Zweizylindertechnologie zugeordnet, die sich in vielen wichtigen Merkmalen vom Kammgarn- oder Dreizylinderverfahren unterscheidet.

## Garneigenschaften und Verwendung
Das Fasermaterial wird oft in der Flocke gefärbt, die Farbtöne partienweise zusammengestellt und das Garn meliert ausgesponnen.
In den gängigen Feinheiten von 33 bis 1000 tex erreicht es ungefähr die Hälfte der Reißfestigkeit vom Kammgarn aus vergleichbarem Material.

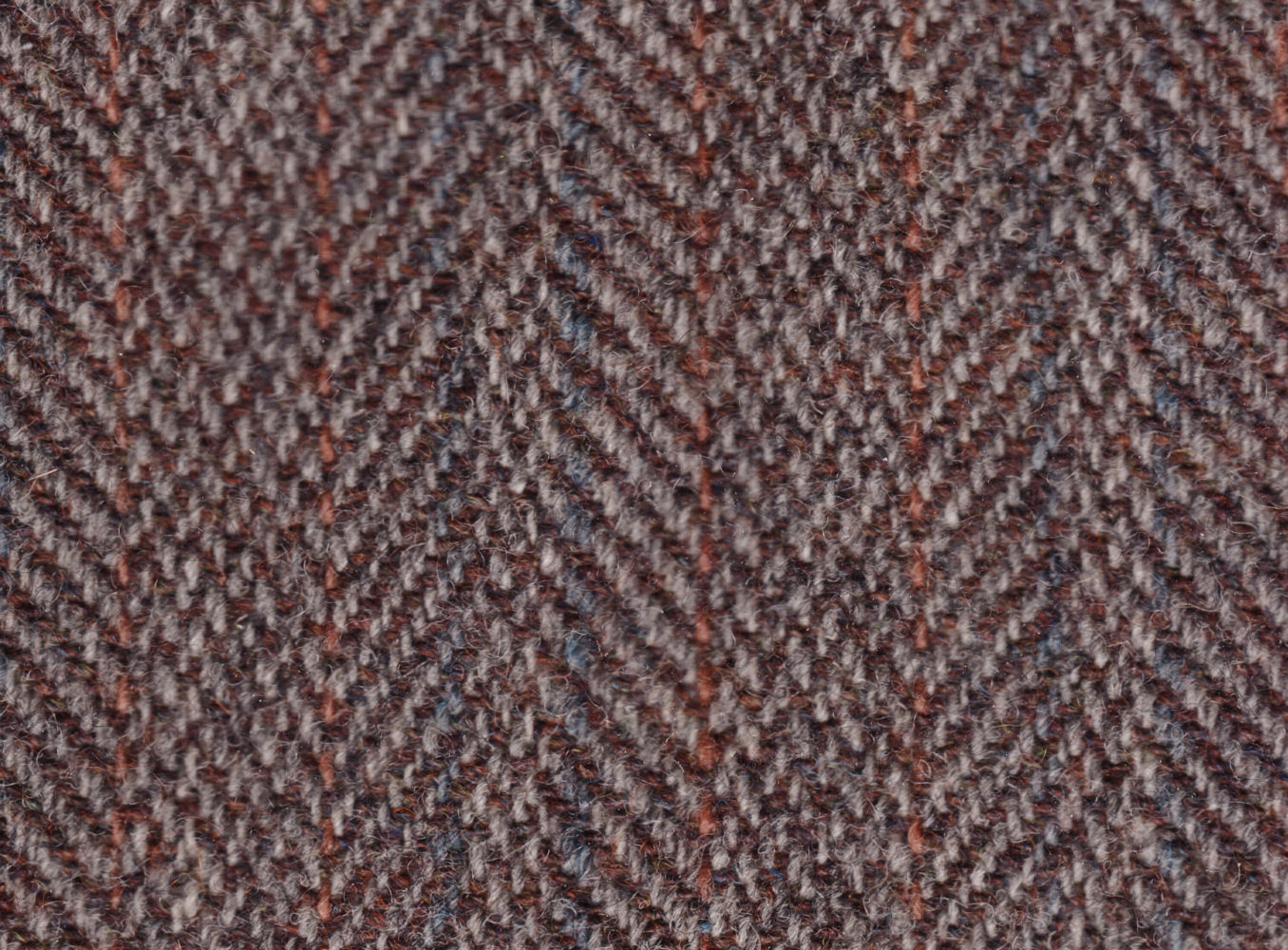
Tweed – ein klassischer Streichgarn-Bekleidungsstoff

Alle für Webketten und zum Handstricken bestimmten Garne werden gezwirnt.
Die Garne sind voluminös, füllig, weich und haarig. Verglichen mit gekämmten Garnen weisen sie höhere Ungleichmäßigkeit und viele Dick- und Dünnstellen auf.
Die wichtigsten Einsatzgebiete: Vorwiegend gröbere Web- und Maschenware für Oberbekleidung, z. B. Tweed, Cheviot, Flausch, Flanell, Loden, Velours, Jersey, Pullover sowie Decken, Teppiche, Möbelbezugsstoffe und Handstrickgarne.